# Карэпан
Карэпан (яп. カレーパン) — популярное японское блюдо, состоящее из японского карри или других видов карри, завёрнутых в кусок теста, который затем обваливают в панировочных сухарях и обжаривают во фритюре. Иногда его запекают, а не обжаривают во фритюре, но наиболее распространённым способом приготовления остаётся обжаривание во фритюре. Хлеб с карри обычно продаётся в пекарнях и мини-маркетах.

## История
Точное происхождение хлеба с карри в Японии неизвестно, но наиболее распространена версия, что он был создан в 1927 году Накатой Тоехару. В позднюю эпоху Тайсё в Японии стали популярны продукты из западных стран, и многие предприятия экспериментировали с приготовлением западных блюд в японском стиле. Поскольку карри было завезено в Японию офицерами англо-индийского королевского военно-морского флота, хлеб с карри первоначально назывался «хлебом западной кухни» (яп. 洋食パン, yōshoku pan) и впервые был продан в Токио в раннюю эпоху Сёва.

## В культуре
Ампанман (яп. アンパンマン) — главный герой аниме Anpanman, чья голова является булочкой, сделанной дядей Джемом. В переводе с японского его имя значит «Человек-хлеб». Ему не нужно есть и пить, чтобы жить. Его слабость — вода или вообще всё, что может испачкать его голову-булочку. Он полностью восстанавливается, если дядя Джем печёт ему новую голову.